# BBC Micro
BBC Microcomputer System (Sistema Microcomputador BBC) é uma série de microcomputadores e periféricos associados desenhados e construídos pela Acorn Computers Ltd para o BBC Computer Literacy Project (um projeto de educação por computador) operado pela British Broadcasting Corporation.
Apesar de doze modelos terem eventualmente sido produzidos, o termo BBC Micro é coloquialmente usado em referência aos primeiros quatro micros (Modelo A, B, B+64 e B+128).